# Bandera de Norfolk
La bandera de Norfolk és la bandera del comtat anglès de Norfolk. La bandera està dividida verticalment en dues parts, sent groga l'esquerra i negre la dreta, i travessada per una banda blanca amb nou cues d'ermini negres i disposades alternant individuals i per parelles. Va ser registrada oficialment l'11 de setembre de 2014 com a bandera tradicional del comtat, després d'una campanya del resident de Norfolk Dominic Victor Maverick Smith.

## Disseny
El disseny de la bandera és l'estendard d'armes atribuït al primer comte de Norfolk, Ralph de Gael (Ranulph de Guader). Aquest disseny del segle XII s'ha relacionat amb el comtat des d'aleshores, apareixent en mapes i llibres i, per descomptat, formant la base de les armes del consell comarcal atorgats l'any 1904. Es creu que la banda amb les cues d'ermini que es troba al disseny pot ser una referència a la Bretanya, on Ralph era el senyor de Gaël, ja que l'ermini és un emblema local comú que apareix a la bandera de Bretanya. Aquest patró d'ermini ha tingut diferents dissenys, però per al registre es va triar un formulari precís en consulta amb el Flag Institute i l'Associació de Comtats Britànics va encarregar una bandera amb aquest disseny. Aquest patró va ser degudament registrat.

### Colors
| Model de color | Groc       | Negre     | Blanc       |
| -------------- | ---------- | --------- | ----------- |
| Pantone        | 123C       | Negre     | Blanc       |
| RGB            | 255-199-44 | 0-0-0     | 255-255-255 |
| CMYK           | 0-22-83-0  | 0-0-0-100 | 0-0-0-0     |
| HTML           | #ffc72c    | #000000   | #FFFFFF     |

## Bandera del Consell del comtat

Bandera del Consell del comtat de Norfolk.

Abans de la creació d'una bandera del comtat, l'escut d'armes del Consell del comtat de Norfolk s'havia construït com a bandera.Tot i que també incorporen el disseny de De Gael, les armes del consell només representen el Consell i inclouen una ornamentació específica del rei Eduard VII en reconeixement de la residència reial de Sandringham: una faixa superior vermella amb elements portats pel príncep de Gal·les, títol que el rei havia tingut anteriorment. Aquest disseny tan específic, per tant, representa molt clarament només el consistori més que el comtat com a entitat per dret propi.